# Warsaw Spire
Warsaw Spire (česky: Varšavská spirála) je komplex neomodernistických a eklekticistických kancelářských budov ve Varšavě, hlavním městě Polska. Nejvyšší a největší z budov sahá anténou do výšky 220 metrů, budova má výšku 180 metrů, 49 pater. Je druhou nejvyšší budovou ve městě a v zemi. Budovy B a C mají 55 metrů. Celý komplex byl postaven mezi lety 2011 až 2016.
Tento komplex získal v roce 2017 český titul Zahraniční stavba roku v architektonické soutěži Stavba roku. Tato cena je udělovaná stavbám, které byly realizovány českou firmou, varšavská spirála totiž byla postavena společností AGC Flat Glass Czech.